# Philhygra
Philhygra är ett släkte av skalbaggar som beskrevs av Étienne Mulsant och Claudius Rey 1873. Philhygra ingår i familjen kortvingar.

## Dottertaxa tillPhilhygra, i alfabetisk ordning[1][2]
- Philhygra adjuncta
- Philhygra angusticauda
- Philhygra arctica
- Philhygra badeola
- Philhygra benigna
- Philhygra botanicarum
- Philhygra botildae
- Philhygra bracata
- Philhygra britteni
- Philhygra clemens
- Philhygra criddlei
- Philhygra debilis
- Philhygra debiloides
- Philhygra deformis
- Philhygra delectans
- Philhygra discrepans
- Philhygra elongatula
- Philhygra falcifera
- Philhygra fallaciosa
- Philhygra fatua
- Philhygra finitima
- Philhygra fuscula
- Philhygra grisea
- Philhygra gyllenhalii
- Philhygra helenica
- Philhygra hygrobia
- Philhygra hygrotopora
- Philhygra iterans
- Philhygra junii
- Philhygra kaiseriana
- Philhygra laevicollis
- Philhygra leechi
- Philhygra luridipennis
- Philhygra mahleri
- Philhygra malleoides
- Philhygra malleus
- Philhygra manitobae
- Philhygra mateana
- Philhygra melanocera
- Philhygra mormon
- Philhygra nupera
- Philhygra obtusangula
- Philhygra oregonina
- Philhygra oscitans
- Philhygra palustris
- Philhygra parallela
- Philhygra parca
- Philhygra pinegensis
- Philhygra polaris
- Philhygra proterminalis
- Philhygra pseudoboreostiba
- Philhygra pseudoelongatula
- Philhygra rarula
- Philhygra ripicola
- Philhygra ripicoloides
- Philhygra rostrifera
- Philhygra satanas
- Philhygra saturata
- Philhygra scenica
- Philhygra scotica
- Philhygra stylifera
- Philhygra subfusca
- Philhygra subpolaris
- Philhygra tahoensis
- Philhygra terminalis
- Philhygra tmolosensis
- Philhygra varula
- Philhygra wisconsinica
- Philhygra volans